# Potentilla salsa
Potentilla salsa är en rosväxtart som beskrevs av Yu.A. Kotukhov. Potentilla salsa ingår i Fingerörtssläktet som ingår i familjen rosväxter. Inga underarter finns listade i Catalogue of Life.